# Trissonchulus quinquepapillatus
Trissonchulus quinquepapillatus is een rondwormensoort uit de familie van de Ironidae. De wetenschappelijke naam van de soort is voor het eerst geldig gepubliceerd in 1968 door Yeates.